# Suckapunch
Suckapunch es el séptimo álbum de estudio de la banda británica You Me at Six. Fue lanzado el 15 de enero de 2021, a través de Underdog Records y AWAL.

## Antecedentes y producción
You Me at Six lanzó su sexto álbum de estudio VI en octubre de 2018. La promoción inicial consistió en una gira de dos meses por el Reino Unido en noviembre y diciembre de 2018. Si bien la gira tenía la intención de promover VI, la banda usó el período para celebrar el décimo aniversario de su primer álbum de estudio Take Off Your Colors (2008). You Me at Six ensayó para la gira en VADA Studios en noviembre de 2018, donde habían grabado VI; como la banda tenía nuevas ideas para canciones, terminaron grabándolas, una de las cuales fue "What's It Like". Para julio de 2019, la banda estaba en las etapas de planificación para su próximo álbum. El 16 de agosto de 2019, se lanzó "What It's Like" como sencillo; en esta época, la banda apareció en los festivales de Reading y Leeds. Al mes siguiente, la banda concluyó el ciclo de gira de VI con un puesto como cabeza de cartel en el festival Gunnersville.
En los meses previos, tres de los miembros de la banda sufrieron rupturas. Después del espectáculo, la banda discutió sobre mudarse de Londres e irse de viaje. En octubre y noviembre de 2019, la banda fue a Bang Saray, Tailandia, para grabar en Karma Sound Studio con el productor Dan Austin. Antes de llegar, la banda había escrito cinco canciones completas e ideas para 20 más; finalmente grabaron allí durante cinco semanas en total. El baterista Dan Flint dijo que el país era "una forma de bloquear el ruido, escapar del mundo exterior ... No estoy diciendo que fuéramos a Tailandia para encontrarnos a nosotros mismos, pero estar encerrados en esta burbuja feliz nos dio claridad". "Our House (The Mess We Made)" fue lanzado como un sencillo que no forma parte del álbum en febrero de 2020, y los fondos se destinaron a un alivio de incendios forestales en Australia.

## Composición
Musicalmente, Suckapunch ha sido descrito como rock, incorporando florituras electrónicas. El vocalista Josh Franceschi dijo que VI "se sintió como si estuviéramos peleando con la idea del siguiente paso para la banda", mientras que Suckapunch "se siente como si estuviéramos allí". Explicó que la banda se sentía más cómoda utilizando elementos de hip hop y R&B en su sonido, sin que pareciera artificial. La pista de apertura "Nice to Me" es una canción de rock industrial y garage rock que marca la pauta para el resto del álbum, con una percusión con fallas y un trabajo de sintetizador. Make Me Feel Alive "habla sobre tener el control, perderlo y finalmente recuperarlo. La canción es la canción más pesada de la banda desde "Bite My Tongue" en su tercer álbum de estudio Sinners Never Sleep (2011), y está impulsada por los breakbeats de Flint. "Beautiful Way" trata sobre la relación que uno tiene consigo mismo, envejecer y aceptar los defectos.
"WYDRN", abreviatura de What You Doing Right Now, fue escrito en Toronto, Canadá, y ve a la banda hacer rock endeudado con el R&B". Suckapunch ve a la banda moverse hacia el territorio del dance-rock y el electro, y trata de encontrarse a uno mismo. "Kill the Mood" fue escrito en Los Ángeles, California, y es seguido por la balada "Glasgow", que trata sobre la pérdida de un ser querido. "Adrenaline" habla sobre tener personalidades divididas y depender de la codependencia. Franceschi escribió la penúltima canción "Finish What I Started" sobre un caso en el que casi se quita la vida. La canción de cierre "What's It Like" es una canción de rock electrónico con influencia del hip hop, que recuerda a la era de Amo (2019) de Bring Me the Horizon. Al hablar de la canción, Franceschi dijo que "se burla de aquellos que son libertinos o egoístas ... La vida no es una competencia, pero la gente tiende a interpretarla de esa manera".

## Lanzamiento
"Make Me Feel Alive" fue lanzado como sencillo el 21 de agosto de 2020; El video musical de la canción está hecho en un estilo de punto de vista de pantalla dividida y presenta un cameo de Leigh Gill. El 8 de septiembre se lanzó un video con la letra del mismo, con imágenes del paracaidismo de Flint. El 21 de septiembre, se anunció Suckapunch para su lanzamiento a principios del próximo año. Junto a esto, se revelaron la lista de canciones y el arte del álbum, y "Beautiful Way" fue lanzado como sencillo. "Suckapunch" fue lanzado como sencillo el 26 de noviembre de 2020; El video musical de la canción fue dirigido por Cass Virdee. "Adrenaline" fue lanzado como sencillo el 4 de enero de 2021. Cinco días después, la banda lanzó un documental sobre la grabación del álbum. Suckapunch fue lanzado el 15 de enero de 2021, a través del propio sello de la banda, Underdog Records y AWAL.
Una versión de lujo del álbum fue lanzada el 2 de julio.

## Lista de canciones
| Suckapunch – Edición estándar |                         |          |  |
| N.º                           | Título                  | Duración |  |
| 1.                            | «Nice to Me»            | 4:27     |  |
| 2.                            | «Make Me Feel Alive»    | 2:08     |  |
| 3.                            | «Beautiful Way»         | 3:45     |  |
| 4.                            | «WYDRN»                 | 3:29     |  |
| 5.                            | «Suckapunch»            | 4:59     |  |
| 6.                            | «Kill the Mood»         | 3:08     |  |
| 7.                            | «Glasgow»               | 5:39     |  |
| 8.                            | «Adrenaline»            | 3:30     |  |
| 9.                            | «Voicenotes»            | 4:01     |  |
| 10.                           | «Finish What I Started» | 4:28     |  |
| 11.                           | «What's It Like»        | 3:27     |  |

| Suckapunch – Edición de lujo |                                                              |          |  |
| N.º                          | Título                                                       | Duración |  |
| 12.                          | «Read My Mind»                                               | 3:05     |  |
| 13.                          | «Headshot»                                                   | 3:45     |  |
| 14.                          | «Serotonin Szn»                                              | 3:27     |  |
| 15.                          | «Beautiful Way (Alternative Version)»                        | 4:07     |  |
| 16.                          | «Voicenotes (Alternative Version)»                           | 5:10     |  |
| 17.                          | «Glasgow (Versión orquestal) [Live from Abbey Road Studios]» | 5:41     |  |

Bonus tracks (Japón)
| N.º | Título                                        | Duración |  |
| 12. | «What's It Like» (Gunnersville Festival 2019) | 4:47     |  |

Notas
- "Make Me Feel Alive", "WYDRN" y "Suckapunch" están todas estilizadas en mayúsculas.
- "Make Me Feel Alive" está estilizada como "MAKEMEFEELALIVE".

## Posicionamiento en lista
| Lista (2021)                         | Posición |
| ------------------------------------ | -------- |
| Alemania (Offizielle Top 100)        | 54       |
| Escocia (Scottish Albums Chart)      | 1        |
| Reino Unido (UK Albums Chart)        | 1        |
| Reino Unido (UK Rock & Metal Albums) | 1        |

## Personal
You Me at Six
- Josh Franceschi – Voz, letras, teclado
- Chris Miller – Guitarra líder
- Max Helyer – Guitarra rítmica
- Matt Barnes – Bajo
- Dan Flint – Batería, percusión